# American Public Television
American Public Television (APT) é a segunda maior distribuidora de conteúdo para televisão pública nos Estados Unidos. A APT distribui uma ampla variedade de programas que são exibidos nacionalmente no sistema público nos EUA, assim como administra os canais multicast Create e World.

## Programas
- The Adventures of Dudley the Dragon (8 de outubro de 1995 - 5 de setembro de 1999)
- Animalia (5 de março de 2007 – presente)
- Anne of Green Gables: The Animated Series (2 de setembro de 2001 – 18 de novembro de 2005; 5 de abril de 2010 – 4 de abril de 2015, distribuído pela PBS e APT)
- Bali (12 de setembro de 2010 – 23 de fevereiro de 2014)
- The Big Comfy Couch (11 de fevereiro de 1995 – 24 de maio de 2009)
- Biz Kid$ (6 de janeiro de 2008 – presente)
- Bloopy's Buddies (6 de março de 2006 – 2012)
- Bluey (2019 – presente)
- Bug Bites (2016–presente)
- Captain Kangaroo (1986 - 1993)
- Curiosity Quest (15 de julho de 2004 – presente)
- Elliot Moose (30 de setembro de 2000 - October 27, 2001)
- Groundling Marsh (1 de setembro de 1997–January 2002)
- Hello Mrs. Cherrywinkle (1999–2001)
- Kidsongs (1998–presente)
- Kid Stew (2018-presente)
- Lost Treasure Hunt (2014–presente)
- Mack & Moxy (2016)
- Mustard Pancakes (2005–2008)
- My Bedbugs (2004–2007)
- Peep and the Big Wide World/Pocoyo (2004– 31 de dezembro de 2016)
- Raggs (4 de fevereiro de 2008 – 18 de fevereiro de 2009)
- Redwall (April 1, 2001 – 2006)
- The Reppies (1996–1997)
- Ribert and Robert's Wonderworld (4 de setembro de 2005 – 30 de novembro de 2008)
- Roey's Paintbox (2015)
- Ruby's Studio (2016)
- The Saddle Club (2006–2012)
- Scientastic! (2014)
- SeeMore's Playhouse (10 de setembro de 2006 – 15 de janeiro de 2008)
- Sheira & Loli's Dittydoodle Works (2006–2009)
- Signing Time! (1 de janeiro de 2006 – 19 de janeiro de 2008)
- Someday School (1998–2000)
- Space Racers (2 de maio de 2014 – 2015)
- Thomas Edison's Secret Lab (2015–2018)
- The Toy Castle (2002–2005)
- The Zula Patrol (5 de setembro de 2005 – 18 de junho de 2010)
- Wild Animal Baby Explorers (3 de outubro de 2010 – 29 de junho de 2014)
- Wunderkind Little Amadeus (7 de setembro de 2008 – 1 de março de 2009)